# Gasthof Poisental

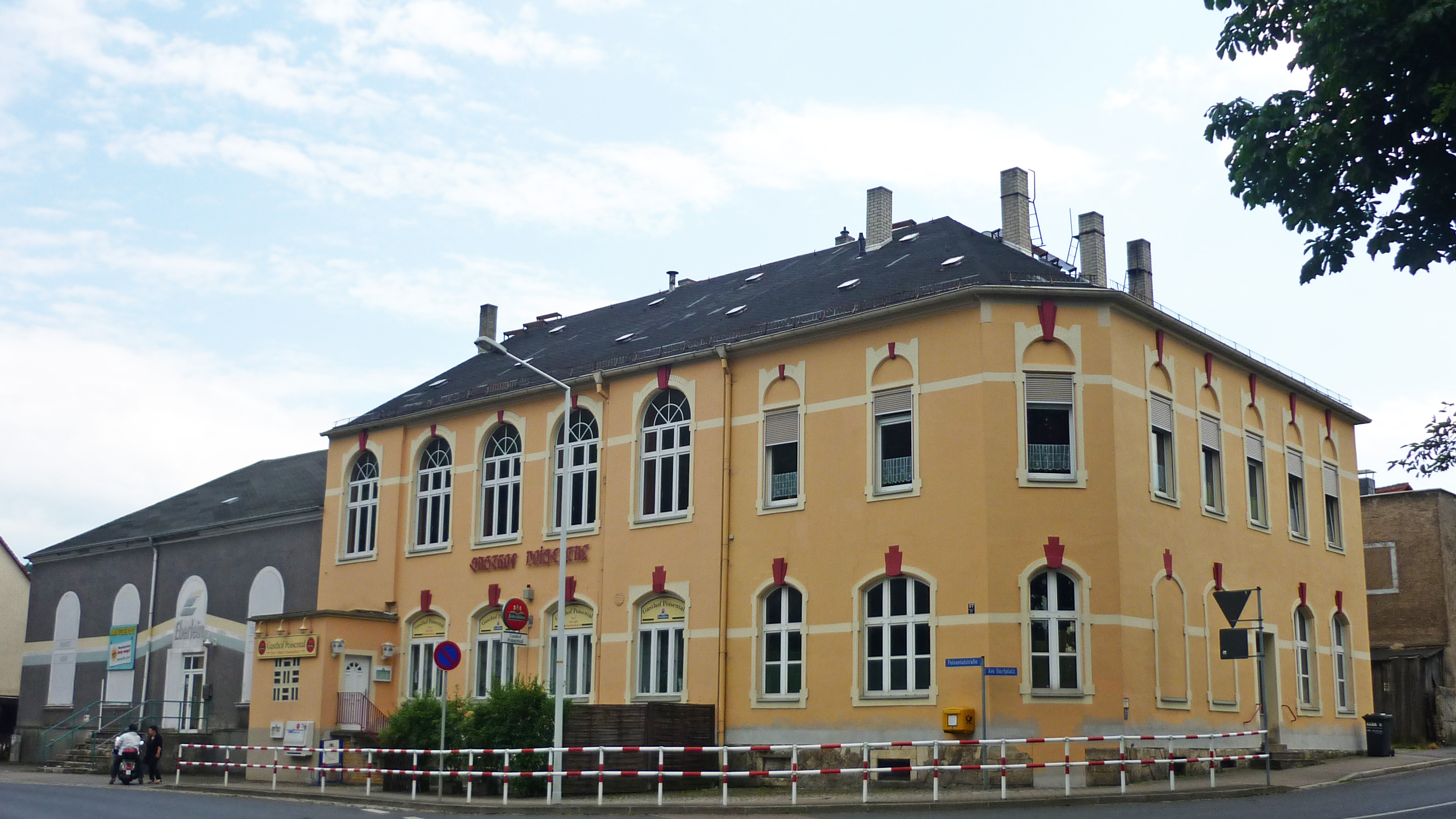
Gasthof Poisental (2014)

Der Gasthof Poisental ist ein denkmalgeschützter Gebäudekomplex im Freitaler Stadtteil Niederhäslich aus dem Ende des 19. Jahrhunderts.

## Lage und Baubeschreibung
Der Gasthof hat die postalische Adresse Poisentalstraße 97 und befindet sich im Zentrum des Ortes in der Nähe des Dorfplatzes. Die dorthin führende Straße „Am Dorfplatz“ zweigt direkt am Gasthof Poisental von der Poisentalstraße ab. Namensgeber ist das vom nahe gelegenen Poisenbach geformte Poisental.
Der Gebäudekomplex besteht aus zwei Baukörpern. Der westlich gelegene Teil mit Walmdach beherbergt den eigentlichen Gasthof. Er ist zweigeschossig, hat eine Grundfläche von etwa 18 × 26 Metern und zur Poisentalstraße sieben, zum Dorfplatz fünf und zur Straßenecke eine Fensterachse, überwiegend aus verzierten Bogenfenstern. Der Eingang befindet sich an der Ostseite zur Poisentalstraße hin. Daneben schließt sich der zweite, etwa quadratische Gebäudeteil mit dem Saal an. Er ist schlichter gestaltet, hat ein Satteldach und steht nicht unter Denkmalschutz. Es gibt einen separaten Eingang ebenfalls zur Poisentalstraße. Rückwärtig befinden sich einige flache Anbauten und Nebengebäude.
Aufgrund seiner bau- und ortshistorischen Relevanz ist der Gasthof in die Kulturdenkmalliste aufgenommen worden.

## Geschichte
Die Geschichte der Gastwirtschaften an diesem Standort geht bis ins 16. Jahrhundert zurück. Die erste überlieferte Konzessionsvergabe für Ausschank im Poisental stammt aus dem Jahr 1571. Nach Abriss des zuvor mehrfach erweiterten Vorgängergebäudes wurde 1898 der heutige Bau mit zwei Gaststuben und Saal errichtet. An der Straßenecke befand sich der Eingang zur Bauernkneipe „Zur gemütlichen Ecke“. Das Obergeschoss verfügte über einen kleineren Saal, der später auch für Filmvorführungen genutzt wurde. Ursprünglich war das Dach mit Gauben und Zwerchhäusern gestaltet. Diese wurden im Zuge einer Instandsetzung in den 1980er Jahren entfernt.
Im Saal fanden unter anderem Schlachtfeste, Tanzveranstaltungen und Faschingsfeiern für bis zu 700 Gäste statt. Er wurde in den 1940er Jahren im Krieg genutzt, nach Kriegsende instand gesetzt und 1948 wiedereröffnet, allerdings nur noch wenige Jahre in dieser Funktion betrieben. Seit den 1950er Jahren wurde er als Lager und Ladengeschäft genutzt, während die Gaststätte in Betrieb blieb. In der ehemaligen „gemütlichen Ecke“ war bis 2000 ein Lebensmittelladen eingemietet, seitdem ist sie Lagerraum.
Die letzten Betreiber übernahmen die Gaststätte 1995 und führten sie bis Anfang 2017. Seitdem ist die Gaststätte ungenutzt.